# Доброкриничанська сільська рада
Доброкринича́нська сільська́ ра́да — адміністративно-територіальна одиниця та орган місцевого самоврядування в Баштанському районі Миколаївської області. Адміністративний центр — село Добра Криниця.

## Загальні відомості
- Населення ради: 1 368 осіб (станом на 2001 рік)

## Населені пункти
Сільській раді були підпорядковані населені пункти:
- с. Добра Криниця
- с. Мар'янівка
- с. Родники

## Склад ради
Рада складалася з 16 депутатів та голови.
- Голова ради: Драгуновський Володимир Вікторович
- Секретар ради: Недбайло Тетяна Іванівна

### Керівний склад попередніх скликань
| Прізвище, ім'я, по батькові        | Основні відомості                                                         | Дата обрання | Дата звільнення |
| ---------------------------------- | ------------------------------------------------------------------------- | ------------ | --------------- |
| Фисун Іван Іванович                | Сільський голова, 1956 року народження, член Комуністичної партії України | 26.03.2006   | 31.10.2010      |
| Драгуновський Володимир Вікторович | Сільський голова, 1970 року народження, освіта вища, член Партії регіонів | 31.10.2010   |                 |

Примітка: таблиця складена за даними сайту Верховної Ради України

### Депутати
За результатами місцевих виборів 2010 року депутатами ради стали:

#### За суб'єктами висування
| Суб'єкт висування                                       | Кількість обраних депутатів | %    |
| ------------------------------------------------------- | --------------------------- | ---- |
| Партія регіонів                                         | 10                          | 62,5 |
| Народна партія                                          | 4                           | 25   |
| Політична партія Всеукраїнське об'єднання «Батьківщина» | 2                           | 12,5 |

#### За округами
| № округу                                                | Прізвище, ім'я, по батькові     | Дата визнання обраним | Освіта  | Партійна приналежність                        | Відомості про обраного депутата                    |
| ------------------------------------------------------- | ------------------------------- | --------------------- | ------- | --------------------------------------------- | -------------------------------------------------- |
| Народна Партія                                          |                                 |                       |         |                                               |                                                    |
| 5                                                       | Фисун Сергій Іванович           | 03.11.2010            | середня | позапартійний                                 | Баштанський лісгосп, єгерь                         |
| 10                                                      | Ізатов Бекташ Саітович          | 03.11.2010            | середня | позапартійний                                 | тимчасово не працює                                |
| 12                                                      | Кирпан Петро Федорович          | 03.11.2010            | середня | позапартійний                                 | СВД «Квінт», водій                                 |
| 14                                                      | Кінаш Марина Олександрівна      | 03.11.2010            | середня | позапартійна                                  | тимчасово не працює                                |
| Партія регіонів                                         |                                 |                       |         |                                               |                                                    |
| 1                                                       | Владикін Володимир Іванович     | 03.11.2010            | вища    | позапартійний                                 | пенсіонер                                          |
| 2                                                       | Ткаченко Ірина Михайлівна       | 03.11.2010            | вища    | позапартійна                                  | тимчасово не працює                                |
| 3                                                       | Устінов Андрій Миколайович      | 03.11.2010            | середня | позапартійний                                 | Доброкриничанська загальноосвітня школа, охоронець |
| 6                                                       | Мігович Валентина Володимирівна | 03.11.2010            | середня | член Партії регіонів                          | пенсіонер                                          |
| 7                                                       | Зосімова Тетяна Юріївна         | 03.11.2010            | вища    | член Партії регіонів                          | Доброкриничанська сільська рада, бухгалтер         |
| 8                                                       | Недбайло Тетяна Іванівна        | 03.11.2010            | вища    | позапартійна                                  | Доброкриничанська сільська рада, землевпорядник    |
| 9                                                       | Зосімов Олег Петрович           | 03.11.2010            | середня | член Партії регіонів                          | приватний підприємець                              |
| 11                                                      | Султанов Дамуралі Амурханович   | 03.11.2010            | середня | позапартійний                                 | ЗАТ"Баштанський сирзавод", молокоприймальник       |
| 15                                                      | Приходько Наталія Миколаївна    | 03.11.2010            | середня | член Партії регіонів                          | ПП Баштанський «Квінт» ССД, різноробоча            |
| 16                                                      | Фугель Людмила Олександрівна    | 03.11.2010            | середня | член Партії регіонів                          | тимчасово не працює                                |
| Політична партія Всеукраїнське об'єднання «Батьківщина» |                                 |                       |         |                                               |                                                    |
| 4                                                       | Бурлака Наталія Миколаївна      | 03.11.2010            | вища    | член Всеукраїнського об'єднання «Батьківщина» | тимчасово не працює                                |
| 13                                                      | Ворона Наталія Леонідівна       | 03.11.2010            | середня | член Всеукраїнського об'єднання «Батьківщина» | тимчасово не працює                                |

## Населення
Згідно з переписом УРСР 1989 року чисельність наявного населення сільської ради становила 968 осіб, з яких 443 чоловіки та 525 жінок.
За переписом населення України 2001 року в сільській раді мешкало 1366 осіб.

### Мова
Розподіл населення за рідною мовою за даними перепису 2001 року:
| Мова       | Відсоток |
| ---------- | -------- |
| українська | 85,53 %  |
| російська  | 4,75 %   |
| молдовська | 0,51 %   |
| білоруська | 0,29 %   |
| вірменська | 0,07 %   |
| угорська   | 0,07 %   |
| інші       | 8,78 %   |